# Lithurgus pullatus
Lithurgus pullatus är en biart som beskrevs av Joseph Vachal 1903. Lithurgus pullatus ingår i släktet Lithurgus och familjen buksamlarbin. Inga underarter finns listade i Catalogue of Life.